# فلاديمير ليشوتن
فلاديمير فلاديميروفيتش ليشوتن (مواليد 13 مارس 1940، ميزين، الاتحاد السوفياتي) (الروسية: Влади́мир Влади́мирович Личу́тин) هو كاتب روسي، ترتكز معظم رواياته على حياة أناس حقيقيين في المناطق الساحلية للبحر الأبيض من منطقة بومورس (Pomors) الأصلية.

## مسيرته
ولد فلاديمير ليشوتن في بلدة ميزين، أوبلاست أرخانغلسك. قُتل والده في الحرب الوطنية العظمى وكان على الأم وحدها أن تربى أربعة أطفال. في عام 1960، تخرج ليشوتن من المدرسة الصناعية المحلية لتجهيز الأخشاب وسجَّل في كلية الصحافة في جامعة سانت بطرسبرغ الحكومية. بعد التخرج في عام 1962 عاد إلى أرخانغلسك للعمل صحفيا لصحيفة (Pravda Severa) المحلية.
من بين أشهر أعمال فلاديمير ليشوتن في السبعينيات كان Soul's Burning سنة 1976 و Winged Seraphima سنة 1978، وكلاهما يثني فيهما على القيم التقليدية لأشجار بومور الأصلية، وطريقتهم في التقشف والحياة والمعايير الأخلاقية العالية. شارك ليشوتن في العديد من الحملات الفولكلورية التي زودته بمواد لغوية غنية استعملها في نثره.
في عام 1975، بعد التخرج من الدورات الأدبية العليا في الاتحاد السوفياتي للكتاب استقر في موسكو، لكنه استمر في زيارة منطقته الأصلية بانتظام.
تم تصنيف ملحمة فلاديمير ليشوتن «راسكول» (1990-1996) باعتبارها أفضل روايته. بعد سنوات، حصل على جائزة ياسنايا بوليانا المرموقة (2009)، ثم جائزة الدولة الحكومية الروسية (2011). روايتيه The Paradise Fugitives سنة 2005 و The River of Love سنة 2010 نال عنهما الجائزة الأدبية الروسية الكبرى لاتحاد الكتاب (2006) وجائزة بونين (2011).